# Maui
Maui – druga co do wielkości wyspa w archipelagu Hawajów. Znajduje się między Hawaiʻi i Molokaʻi. Maui jest trzecią wyspą pod względem zaludnienia (po Oʻahu i Hawaiʻi), zamieszkuje ją ponad 117 tys. ludzi. Głównymi miastami są Kahului, Wailuku i Hāna.
Powierzchnia wynosi 1883,5 km². Na wyspie panuje klimat zwrotnikowy morski. Roczna suma opadów wynosi 1000 – 3000 mm. Na Maui znajduje się czynny wulkan Haleakalā wysokości 3056 m n.p.m. – jest to jednocześnie najwyższy punkt na wyspie. Otacza go Park Narodowy Haleakalā. Maui nazywane jest czasem Wyspą doliny ze względu na przesmyk pomiędzy dwoma potężnymi wulkanami tarczowymi. Większy wschodni to Haleakalā, mniejszy zachodni to silnie zerodowany Mauna Kahalawai (ang. West Maui). Wnętrze wyspy zarośnięte jest gęstymi lasami. Dzięki bardzo żyznym, wulkanicznym glebom, rozwinięte są plantacje ananasów, owoców cytrusowych i trzciny cukrowej. Podstawą gospodarki są też rybołówstwo i turystyka.
Na wyspie kręcono zdjęcia do filmu Paradise City z 2022 w reżyserii Chucka Russella z Bruce'em Willisem i Johnem Travoltą w rolach głównych.
W sierpniu 2023 r. w wyniku serii pożarów zginęło na wyspie co najmniej 102 osoby. Zniszczone zostało zabytkowe miasto Lahaina. Szkody spowodowane przez pożar oszacowano na 5,5 miliardów dolarów, a zniszczeniu uległo ponad 2200 budynków.

## Ludzie związani z Maui
- Charles Lindbergh
- Bruno Reuter (Karunesh)[4]